# La Vierge à l'écran d'osier
La Vierge à l'écran d'osier, ou Vierge devant une cheminée ou encore « Vierge Salting » est un tableau attribué au peintre primitif flamand Robert Campin (1378-1444) dit le « Maitre de Flémalle », ou à l'un des membres de son atelier. Tempera sur panneau de 63,4 × 48,5 cm, il est réalisé entre 1425 et 1430. il est Légué en 1910 par le collectionneur australien George Salting (en) (1835-1909) au la National Gallery de Londres (Royaume-Uni), il est actuellement exposé dans ce musée.

## Composition
La Vierge est assise sur un banc de bois, devant une cheminée, dans intérieur bourgeois du XVe siècle. Elle est protégée des flammes de la cheminée par un écran d’osier, représentation naturaliste de l’auréole, et semble avoir terminé d'allaiter l'Enfant Jésus qu'elle tient sur ses genoux. Elle est représentée en Reine des cieux dans son palais. Sa robe richement ornée, le livre ouvert derrière elle, le coussin en velours rouge et le parquet évoquent la richesse et la splendeur. En contraste, son enfant est représenté nu, comme pour souligner son humanité.
L’œuvre montre un univers laïc. Cependant, le réalisme avec lequel l'intérieur est reconstitué autour de la Vierge n’exclut pas le rappel de concepts religieux ni la présence de symboles. Le livre de prières ouvert derrière elle fait allusion à l’Annonciation. Les lions sculptés sur l’accoudoir du banc rappellent le Trône de Salomon, symbole de la sagesse, tel qu’il est décrit dans le premier livre des Rois. La matérialité presque excessive avec laquelle sont exprimées les chairs et les étoffes, ainsi qu’un certain encombrement de la composition, sont caractéristiques de la vision du peintre dans sa jeunesse.
La fenêtre s’ouvre sur un paysage citadin traité avec une grande précision dans lequel nous pouvons reconnaître les maisons à pignons des villes du nord de l'Europe, des toits échelonnés, une tour d’église plus loin, plusieurs boutiques alignées et des personnages restituant l’animation des rues : des hommes à cheval et deux hommes sur une échelle en train de combattre un feu. Il s'agit d'une ouverture sur le monde réel. Tous ces détails réalistes ne sont pas visibles à l’œil nu. 
Le panneau subit une importante restauration au XIXe siècle. Une large bande sur la droite et une bande étroite au sommet du panneau sont ajoutés. Le meuble sur la droite sur lequel est placé un calice en or figure parmi ses ajouts ; il est peu probable qu'il reflète un meuble existant sur le panneau d'origine.

## Sources et bibliographie
- (en) [PDF] Lorne Campbell, D. Bomford, A. Roy, R. White, « The Virgin and Child before a Firescreen : History, Examination and Treatment », dans le National Gallery Technical Bulletin, vol. 15, pp. 20–35, Lire en ligne